# Förster Horn
Förster Horn war eine dreizehnteilige, in Schwarz-Weiß gedrehte Fernsehserie zu je 25 Minuten unter der Regie von Erik Ode aus dem Jahre 1966, die in einem Forsthaus im Taunus spielte.
Gedreht wurde in und um Bad Schwalbach, allerdings wurde für die Außenaufnahmen des Horn'schen Forsthauses die Försterei Hundekehlefenn in Berlin genutzt. Das Drehbuch schrieben Gerhard Biller und Dieter Werner.
Förster Horn geht mit Hingabe seinem Beruf nach und bewohnt zusammen mit seiner Schwester Elisabeth das Forsthaus. Die Folgen drehen sich um berufliche und private Erlebnisse, um fröhliche Familienfeiern und gutgelaunte Feriengäste – aber auch mit gefährlichen Situationen im Wald muss der Förster zurechtkommen.
Neben Heinz Engelmann in der Hauptrolle des Försters spielte Alice Treff seine Schwester Elisabeth. Mattner, der Assistent des Försters, wurde von Horst Keitel und das Faktotum Martha von Alice Lach verkörpert.
Des Weiteren spielten mit: Eva-Maria Werth, Klaus Münster, Heidrun Kussin, Friedrich Schoenfelder, Erik Ode, Joachim Mock, Lutz Moik, Steffi Ronau, Hans Deppe, Heinrich Gies sowie Rainer Brandt.
Die Serie Förster Horn zählte 1966 zu den beliebtesten Vorabendserien in den ARD-Regionalprogrammen und belegte in der Jahreswertung den 2. Platz, im Jahr darauf den 9. Platz.
Auftraggeber der Serie war die ARD, produziert wurde die Serie durch die Neue Filmproduktion Franz Thies (heute: Neue Filmproduktion).
Auf Nord 3 wurde sie Mitte und Ende der 1990er und im  hr-fernsehen 2009 und 2021 sowie 2025 wiederholt. Seit Ende September 2009 ist sie auf DVD erhältlich.

## Serienfolgen
(in Klammern Datum der Erstausstrahlung)
1. Die Entscheidung (7. Mai 1966)
2. Ein gemütlicher Sonntag (21. Mai 1966)
3. Das Ferienkind (4. Juni 1966)
4. Schlingensteller am Werk (18. Juni 1966)
5. Die Forsthauspension (2. Juli 1966)
6. Revier verseucht (16. Juli 1966)
7. In letzter Minute (30. Juli 1966)
8. Ein guter Einfall (13. August 1966)
9. Die Giftpilze (27. August 1966)
10. Ein Schritt vom Wege (10. September 1966)
11. Die Treibjagd (24. September 1966)
12. Das Jubiläum (8. Oktober 1966)
13. Not am Mann (22. Oktober 1966)

## Musik
Die Musik stammt von dem deutschen Komponisten Werner Eisbrenner, der für bekannte Filme die Musik schrieb.